# Poor Touring Me
Poor Touring Me è il nono tour del gruppo musicale statunitense Metallica che si è svolto tra il 4 giugno 1996 ed il 28 maggio 1997 con 139 spettacoli. Il nome deriva dal brano Poor Twisted Me, presente in Load.
Tra il 9 e il 10 maggio 1997, nella data di Fort Worth, è stato registrato il VHS/DVD Cunning Stunts.

## Scaletta
1. So What (cover degli Anti-Nowhere League)
2. Creeping Death
3. Sad but True
4. Ain't My Bitch
5. Hero of the Day
6. King Nothing
7. One
8. Fuel
9. Assolo di basso e chitarra
10. Nothing Else Matters
11. Until It Sleeps
12. For Whom the Bell Tolls
13. Wherever I May Roam
14. Fade to Black
15. Kill/Ride Medley
  1. Ride the Lightning
  2. No Remorse
  3. Hit the Lights
  4. The Four Horsemen
  5. Seek & Destroy
  6. Fight Fire with Fire
16. Last Caress (cover dei Misfits)
17. Master of Puppets
18. Enter Sandman
19. Am I Evil? (cover dei Diamond Head)
20. Motorbreath